# Magery
Magery (en wallon : Madjeri) est un hameau de la commune belge de Sainte-Ode située en Région wallonne dans la province de Luxembourg. 
Avant la fusion des communes de 1977, Magery faisait partie de la commune de Tillet.

## Situation
Ce petit hameau d'Ardenne est traversé par le ruisseau de Brul qui se jette quelques hectomètres plus au nord-ouest dans le Laval, un ruisseau lui-même affluent de l'Ourthe occidentale. 
Magery avoisine les localités de Houmont, Rechrival, Pinsamont ainsi que Lavaselle (commune de Vaux-sur-Sûre).
Au sud du hameau, se trouve une zone humide de 27,80 ha occupant le fond d'un vallon creusé par le Laval et reprise comme site de grand intérêt biologique sous le nom de Bois des Haies de Magery (d).

## Tourisme
Hameau principalement voué à l'agriculture, Magery possède des gîtes à la ferme.